# Джузепе дел Агата
Джузепе дел Агата (на италиански: Giuseppe dell'Agata) е италиански българист, литературовед и преводач. Професор в Университета на Пиза. 

## Биография
Роден е през 1940 година в Рим, Италия. Получава класическото си образование в Скуола нормале в Пиза (на италиански: Scuola Normale Superiore), клон на Екол нормал на Париж. Същевременно следва и във Филологическия факултет в Пизанския университет, известен с отличните си традиции в областта на старогръцкия и латинския, на историческото езикознание и археологията. Веднага след дипломирането си заминава на специализация в Карловия университет в Прага, където негови учители са Антонин Достал и Йозеф Курц. От 1965 преподава славистика в Университета в Пиза. Води курсове по български, чешки и руски език и литература.
Джузепе Дел'Агата е член на редколегията на няколко списания: Ricerche Slavistiche, Europa Orientalis, Български език, eSamizdat: Rivista di culture dei paesi slavi и др.
Сътрудничи активно на „Асоциация България – Италия“. На неговите усилия се дължи съществуването на лекторат по български език в Пизанския университет. Взима участие във всички итало-български конгреси, организира един от тях през 1990 г., както и Седмица на българската култура и литература в Пиза и Лука (2000), чиито гости са Йордан Радичков и Рангел Вълчанов.
Дел Агата е дългогодишен президент на Италианската асоциация на славистите и представител на Италия в Международния комитет на славистите. Изнася лекции в университетите в Атина, Янина, Киев, Москва, Париж, Прага, Велико Търново, София и др.
Преводач на няколко книги на Йордан Радичков на италиански, проф. Дел Агата е личен приятел на българския писател и негов активен промоутър в Италия.

## Почести и награди
- орден „Кирил и Методий“ (1978);
- медал от Дружеството на филолозите българисти (1986);
- почетен доктор на Софийския университет (1998);[7]
- орден „Стара планина“ от Петър Стоянов (2000)[8];
- медал „Иван Вазов“ (2004);[9]
- почетен член на Съюза на преводачите в България;[10]
- почетен знак „Марин Дринов“ на БАН (2005)[11] за цялостната му научна и преподавателска дейност. [2]
- награда „Перото“ за 2021 г. в категория „Превод“ за преводите на италиански език на романа „Времеубежище“ от Георги Господинов и на „Избрани стихотворения“ от Владимир Левчев.[12]